# NGC 3345
NGC 3345 је двојна звезда у сазвежђу Лав која се налази на NGC листи објеката дубоког неба.
Деклинација објекта је + 11° 59' 9" а ректасцензија 10h 43m 31,9s. Привидна величина (магнитуда) објекта NGC 3345 износи 9,7.